# Grammy-díj a legjobb popduó vagy -együttes teljesítményért
A Grammy-díj a legjobb popduó vagy -együttes teljesítményért egy 2012-től létező Grammy-kategória, melyet korábban Grammy-díj a legjobb popénekesi együttműködésért néven adtak át 1995 és 2011 között popénekesek sikeres együttműködéséért. Az új szabályozás szerint a kategóriába 2012-től csak dalok és kislemezek kerülhetnek.

## Díjazottak

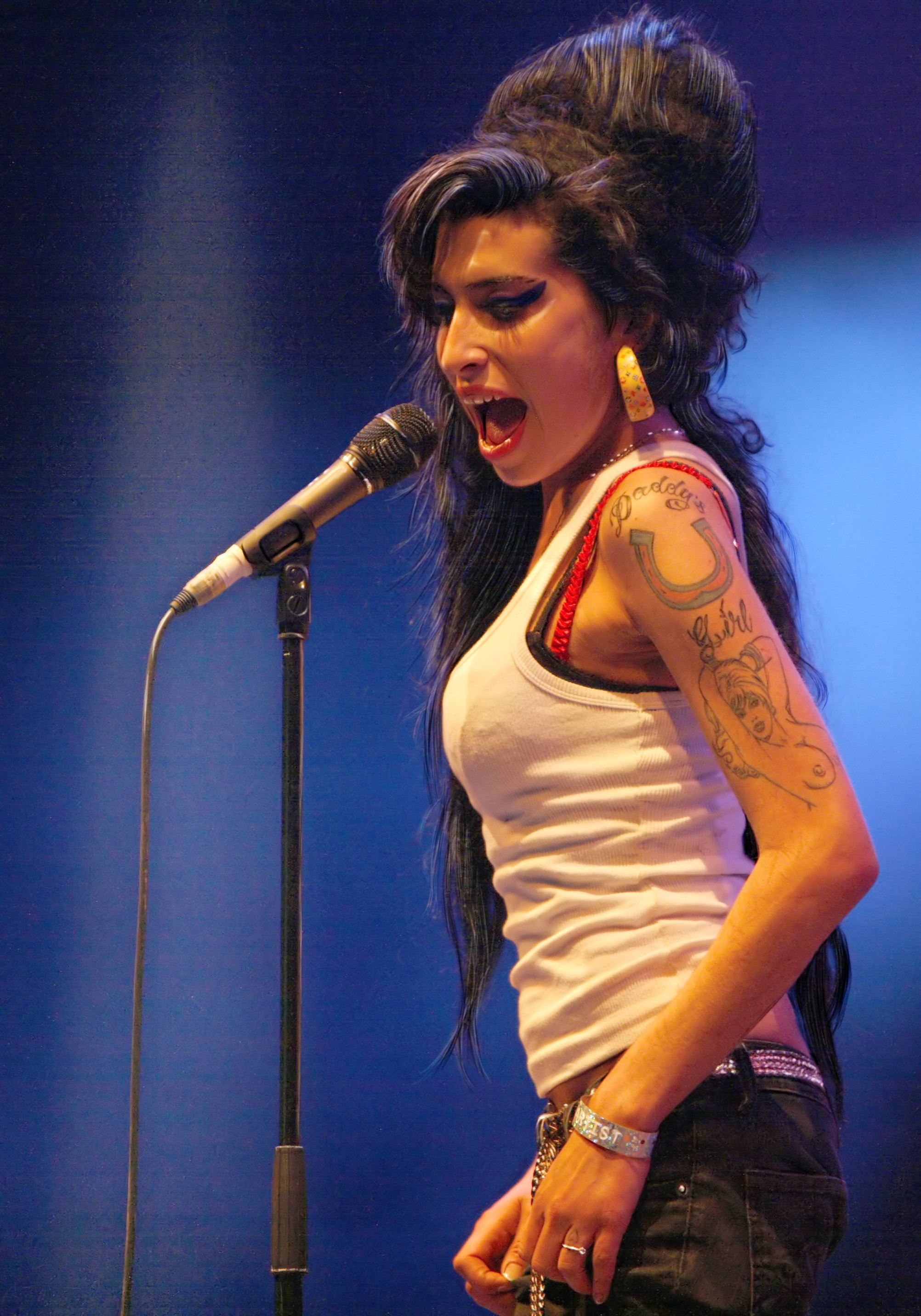
A 2012-es győztes Amy Winehouse első posztumusz díját Tony Bennett-tel közös Body and Soul című daláért kapta

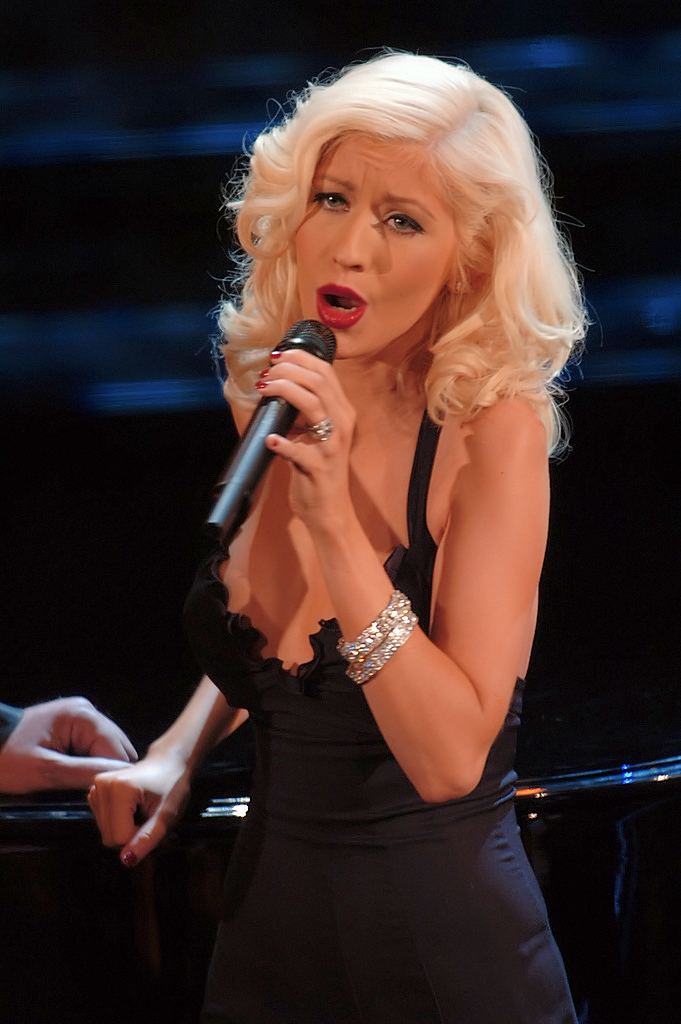
A háromszoros jelölt és 2015-ös győztes Christina Aguilera

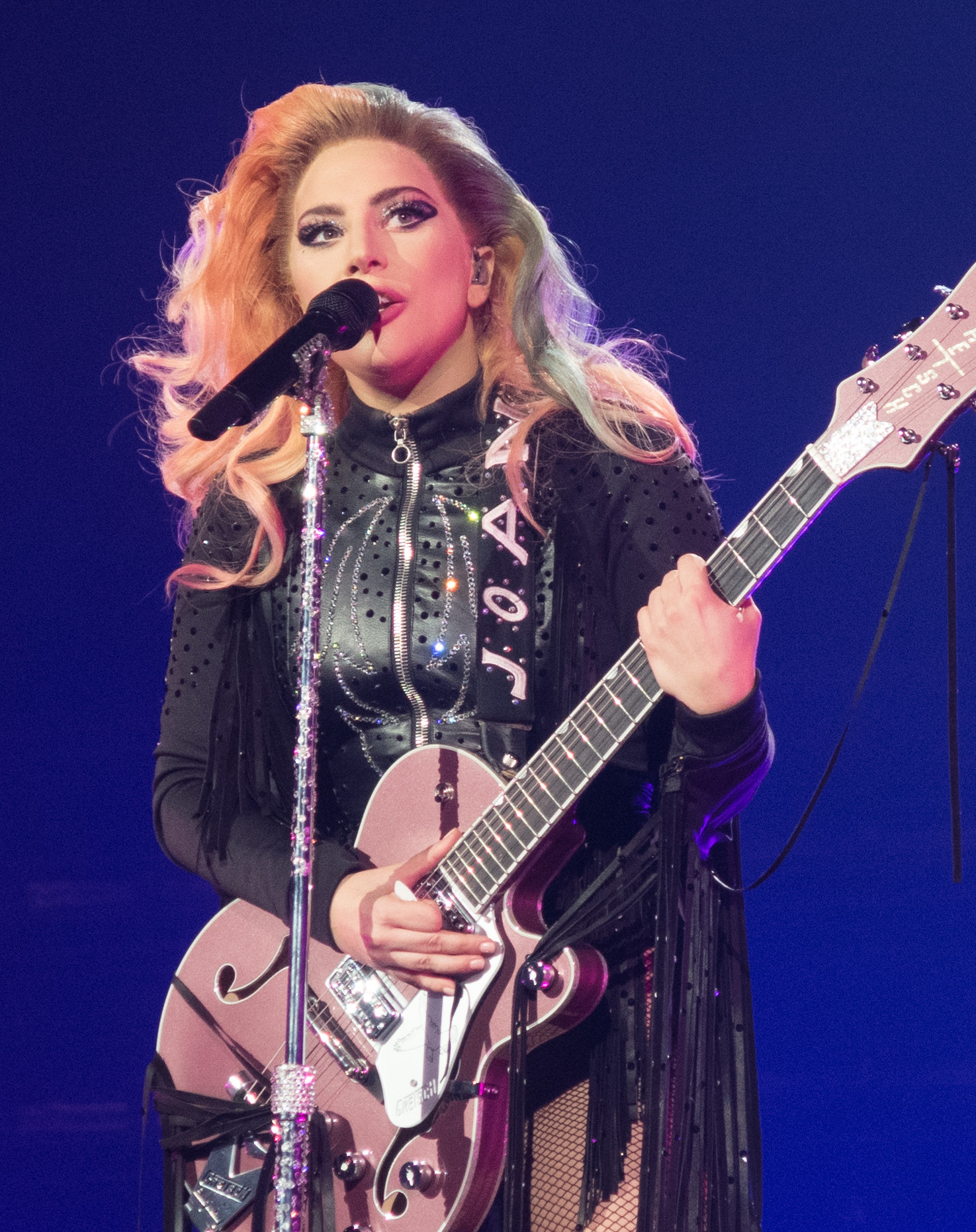
A 2019-es 2021-es, és 2025-ös győztes Lady Gaga az egyetlen előadó, aki háromszor nyert a kategória átalakítása óta

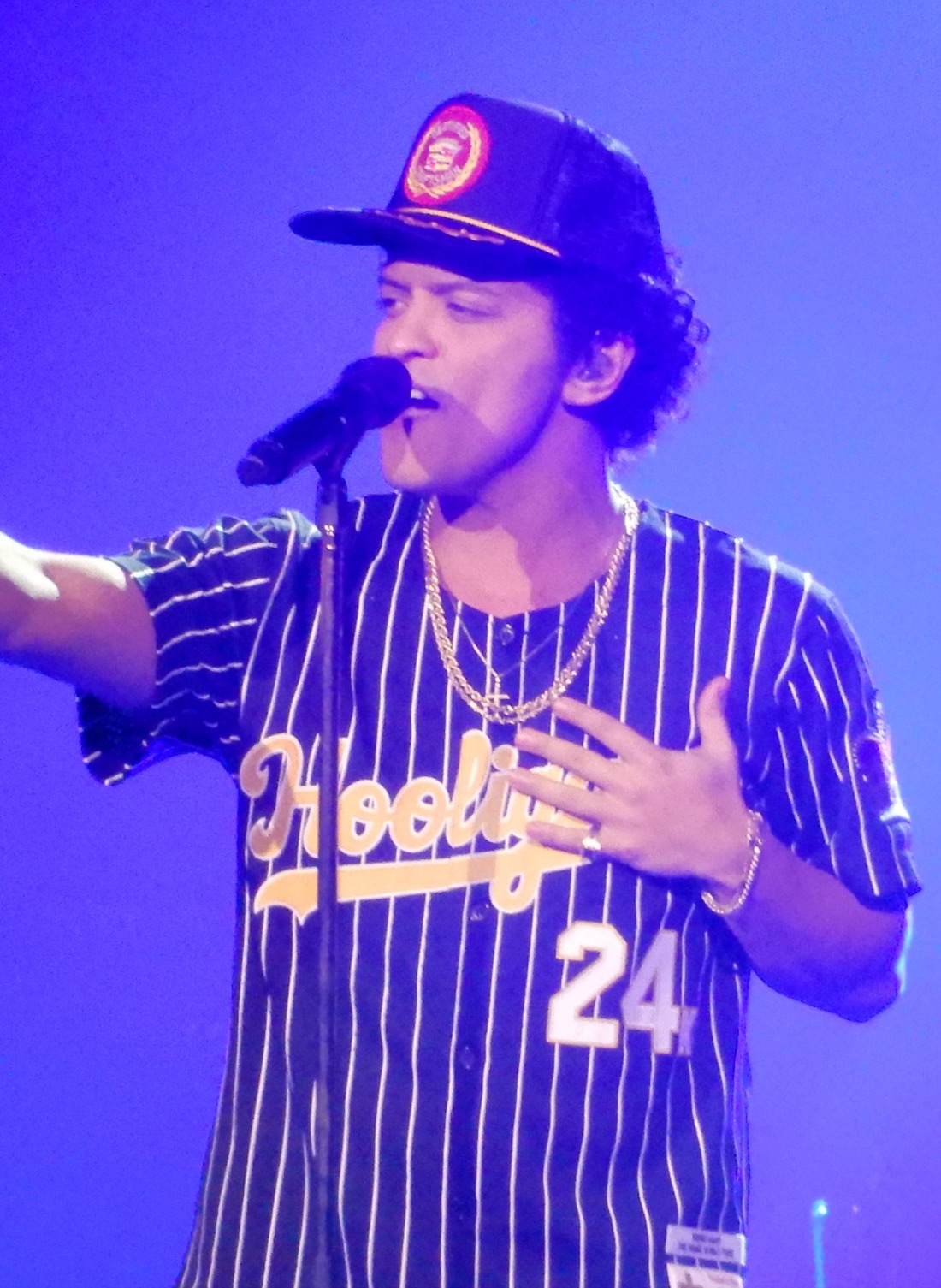
Lady Gaga kivételével csak Bruno Mars (a képen; 2016, 2025) és SZA (2022, 2024) tudott legalább kétszer nyerni a kategória átalakítása óta

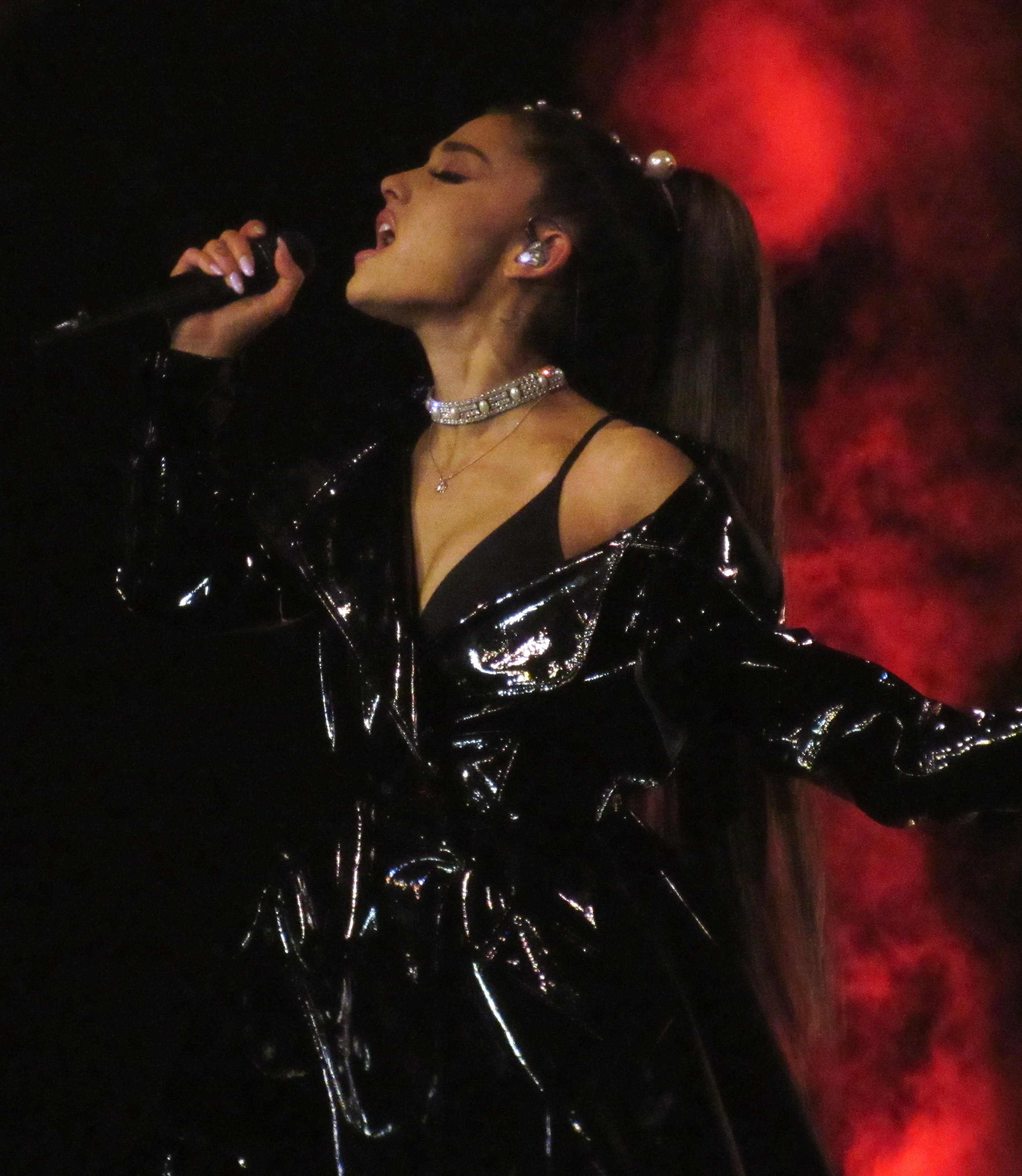
A háromszoros jelölt és 2021-es győztes Ariana Grande. A Lady Gagával közös Rain on Me volt az első női kollaboráció, amely elnyerte a díjat.

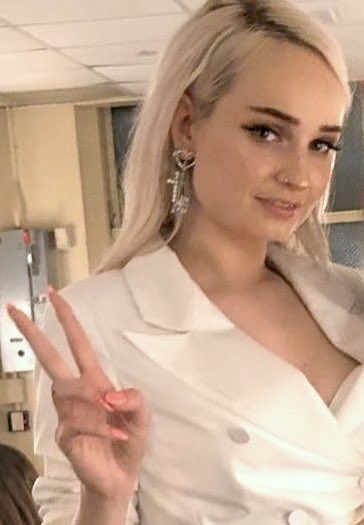
Kim Petras, aki Sam Smith mellett 2023-ban győzedelmeskedett, az első nyíltan transznemű előadó, aki elnyerte ezt a díjat.

| Év   | Díjazott művészek                                             | Nemzetiség             | Díjazott dal                 | Jelöltek | Források |
| ---- | ------------------------------------------------------------- | ---------------------- | ---------------------------- | --- | -------- |
| 2012 | Tony Bennett & Amy Winehouse                                  | USA · UK               | Body and Soul                | - Maroon 5 & Christina Aguilera – Moves Like Jagger | [ 4 ]    |
| 2013 | Gotye, Kimbra közreműködésével                                | Ausztrália · Új-Zéland | Somebody That I Used to Know | - Maroon 5, Wiz Khalifa közreműködésével – Payphone | [ 4 ]    |
| 2014 | Daft Punk, Pharrell Williams és Nile Rodgers közreműködésével | Franciaország · USA    | Get Lucky                    | - Justin Timberlake, Jay-Z közreműködésével – Suit & Tie | [ 4 ]    |
| 2015 | A Great Big World és Christina Aguilera                       | USA                    | Say Something                | - Katy Perry, Juicy J közreműködésével – Dark Horse | [ 4 ]    |
| 2016 | Mark Ronson, Bruno Mars közreműködésével                      | UK · USA               | Uptown Funk                  | - Taylor Swift, Kendrick Lamar közreműködésével – Bad Blood | [ 4 ]    |
| 2017 | Twenty One Pilots                                             | USA                    | Stressed Out                 | - Sia, Sean Paul közreműködésével – Cheap Thrills | [ 4 ]    |
| 2018 | Portugal. The Man                                             | USA                    | Feel It Still                | - Zedd és Alessia Cara – Stay | [ 4 ]    |
| 2019 | Lady Gaga és Bradley Cooper                                   | USA                    | Shallow                      | - Zedd, Maren Morris és Grey – The Middle | [ 4 ]    |
| 2020 | Lil Nas X, Billy Ray Cyrus közreműködésével                   | USA                    | Old Town Road (Remix)        | - Post Malone és Swae Lee – Sunflower | [ 4 ]    |
| 2021 | Lady Gaga és Ariana Grande                                    | USA                    | Rain On Me                   | - J Balvin, Dua Lipa, Bad Bunny és Tainy – Un Dia (One Day) - Justin Bieber és Quavo – Intentions - BTS – Dynamite - Taylor Swift és Bon Iver – Exile                                                 | [ 5 ]    |
| 2022 | Doja Cat, SZA közreműködésével                                | USA                    | Kiss Me More                 | - Tony Bennett és Lady Gaga – I Get a Kick Out of You - Justin Bieber és Benny Blanco – Lonely - BTS – Butter - Coldplay – Higher Power                                                               | [ 6 ]    |
| 2023 | Sam Smith és Kim Petras                                       | UK · Németország       | Unholy                       | - ABBA – Don’t Shut Me Down - Camila Cabello featuring Ed Sheeran – Bam Bam - Coldplay és BTS – My Universe - Post Malone és Doja Cat – I Like You (A Happier Song)                                   | [ 7 ]    |
| 2024 | SZA és Phoebe Bridgers                                        | USA                    | Ghost in the Machine         | - Taylor Swift és Ice Spice – Karma | [ 8 ]    |
| 2025 | Lady Gaga és Bruno Mars                                       | USA                    | Die with a Smile             | - Gracie Abrams, Taylor Swift közreműködésével – Us - Beyoncé, Post Malone közreműködésével – Levii’s Jeans - Charli XCX és Billie Eilish – Guess - Ariana Grande, Brandy és Monica – The Boy Is Mine |          |